# Gotthilf Vöhringer
Gotthilf Vöhringer (* 15. Januar 1881 in Ebingen; † 1. Mai 1955 in Oberensingen) war ein deutscher evangelischer Theologe.

## Werdegang
Gotthilf Vöhringer studierte ab 1899 Theologie in Tübingen. Im Jahr 1903 wurde er ordiniert und als Vikar in verschiedenen Gemeinden, u. a. in Schramberg, eingesetzt. Im Februar 1907 promovierte er in Tübingen an der Philosophischen Fakultät mit dem Thema Die ethischen Prinzipien der Erziehungslehre Schleiermachers. In den Jahren 1907/08 unternahm er eine Reise nach Kamerun zum Studium der Mission und des Schulwesens in der damaligen Kolonie, regte später die Gründung der Württembergischen Kamerungesellschaft an und ging als deren Geschäftsführer im Jahr 1912 selbst erneut nach Kamerun. Während des Ersten Weltkriegs diente er in Kamerun und geriet in englische Kriegsgefangenschaft. Mit Beginn dieses Krieges wurden die dortigen Deutschen von den Engländern gefangen genommen und interniert, so auch Vöhringer. Ende 1914 wurde er nach Deutschland entlassen und arbeitete als Pfarrverweser in Stuttgart-Ostheim.
Ab 1919 wurde er in die Zentralleitung für Wohltätigkeit in Württemberg berufen, war später dort Regierungsrat und damit insbesondere für die Aufsicht über Erziehungsheime zuständig. Ab 1925 war er Generalsekretär der Deutschen Liga für freie Wohlfahrtspflege, welche ein Zusammenschluss meist konfessioneller Spitzenverbände war. Diese nahm am 1. Juli 1925 in Berlin ihre Arbeit auf, Vöhringer wurde Generalsekretär und Geschäftsführer. Unter dem Druck der NSDAP, bzw. der NS-Volkswohlfahrt, wurde der Name der Liga in Reichsgemeinschaft der freien Wohlfahrtspflege geändert, aber bald danach aufgelöst. Vöhringer blieb bis 1933 zunächst Generalsekretär, weigerte sich, in die NSDAP einzutreten, legte sein Amt 1934 schließlich nieder und trat mit 53 Jahren in den Ruhestand. Er zog nach Jena und schließlich in seine schwäbische Heimat nach Zizishausen am Neckar.
Im Jahr 1938 trat Vöhringer wieder aktiv in den Dienst der freien Wohlfahrtspflege, diesmal in der Inneren Mission. Er wurde 1937 in den Ausschuss des Landesverbandes der Inneren Mission in Württemberg gewählt. 1938 wurde er Mitglied des Verwaltungsrats der Fürsorgeheime Leonberg-Oberensingen J.P. und 1939 zu dessen Vorsitzenden gewählt, ein Amt, welches er bis zu seinem Lebensende ausübte. Er übernahm den Vorsitz, als bekannt wurde, dass Staat, Stadt und Parteistellen dieses übernehmen und damit dem Heim ein Ende bereiten wollten. Im Jahr 1940 wurde das Heim in Leonberg beschlagnahmt und mit einer Frist von 5 Tagen geräumt, so dass Vöhringer dessen Übersiedlung nach Oberensingen und Hebsack veranlasste. Die Rückgabe nach dem Krieg gestaltete sich mit der Stadt Leonberg schwierig, trotzdem gelang es, die Gebäude in Leonberg zum größten Teil für den Um- und Ausbau eines Altenheims zu nutzen, so dass dieses 1948 anstelle der dort befindlichen Baracken des KZ-Außenlagers Leonberg errichtet wurde. Das Fürsorgeheim wurde im Jahr 1946 wiedereröffnet.
Nach Kriegsende 1945 wurde Vöhringer (wieder) Geschäftsführer des Landesverbandes der Inneren Mission in Württemberg. Sein Schwerpunkt verlagerte sich auf die Sorge für alte Menschen, und 1952 wurde der Bau eines Altenheimes in Oberensingen begonnen, welches seitdem den Namen Dr. Vöhringer-Heim trägt und im 21. Jahrhundert von der Samariterstiftung verwaltet wird. Eine Schule, welche ursprünglich als Helferschule der Inneren Mission in Haslach-Mühle gegründet wurde, erhielt den Namen Gotthilf-Vöhringer-Schule, sie änderte häufig Ausbildungsgang und -ziel.
Vöhringer baute auch die Liga der freien Wohlfahrtspflege in Württemberg und Baden nach dem Krieg auf, wurde dessen Vorsitzender und gründete im Jahr 1952 die Evangelische Heimstiftung mit, um die Heime des Landesverbands der Inneren Mission und zum Teil des Evangelischen Hilfswerks dorthin zu übertragen. Auch widmete er sich dem Ausbau des Sammlungswesens. Er setzte sich für eine Einzelverpflichtung („unmittelbar helfende Nächstenliebe“) für den Nächsten ein, die nicht durch eine Kollektivverpflichtung und -leistung verschwinde. Auch engagierte er sich für die Unabhängigkeit der freien Wohlfahrtspflege, fand jedoch, dass große Aufgaben dem Staat durch diese Verbände abgenommen würden, so dass Zuschüsse als Honorierung dessen angesehen werden könnten. Außerdem brachte er Jahre seines Lebens mit Pflegesatzverhandlungen zu.
Ende November 1949 erlitt Vöhringer einen schweren Herzinfarkt, dem bald ein zweiter folgte, woraufhin er sein Amt als Geschäftsführer des Landesverbands der Inneren Mission niederlegte. Die Erkrankungen zwangen ihn schließlich zu einem mehrmonatigen Krankenhausaufenthalt. Am 1. Mai 1955 verstarb er an einem erneuten Herzinfarkt.

## Ehrungen
- 1951: Ehrendoktor der Theologischen Fakultät der Universität Tübingen
- 1952: Verdienstkreuz (Steckkreuz) der Bundesrepublik Deutschland
- Die Gotthilf-Vöhringer-Schule Wilhelmsdorf wurde nach ihm benannt.
- Das Dr.-Vöhringer-Heim, ein Altenheim der Samariterstiftung, in Nürtingen-Oberensingen ist nach ihm benannt.[1]